# فهرس المقالات المتعلقة بالإسلام
تتضمن هذه المقالة قائمة أبجدية بمواضيع متعلقة بالإسلام، وتاريخ الإسلام، والثقافة الإسلامية، والعالم الإسلامي المعاصر. تهدف هذه القائمة إلى إلهام كتابة مقالات وتصنيفات جديدة. هذه القائمة ليست كاملة، يُرجى الإضافة إليها عند الحاجة. قد تحتوي هذه القائمة على ترجمات متعددة لنفس الكلمة: يُرجى عدم حذف التهجئات البديلة المتعددة، بل يُرجى إعادة التوجيه إلى مقالة ويكيبيديا السابقة المناسبة إن وُجدت.
0-9
- 99 اسمًا لله

## أ
- علم
- آمال
- عوزو بالله مناشيتانير رجيم
- أ.ر الرحمن
- عالم
- هارون
- آش المالك
- عاشوراء
- العبابدة
- آبار علي
- عباية
- عباديد
- عباس
- عباس الأول من بلاد فارس
- الخلافة العباسية
- الغزو العباسي لآسيا الصغرى (782)
- الغزو العباسي لآسيا الصغرى (806)
- عبد الملك بن صالح
- عبد القادر الجزائري
- عبد الله بن عبد المطلب
- عبد الله بن الزبير
- عبد الله بن عبد الملك
- عبد الرحمن الحيدري الكيلاني
- ""عبد شمس""
- عبد العزيز الرنتيسي
- عبد العزيز بوتفليقة
- أبست
- عبد الجواد فلاتوري
- عبد العزيز الحكيم
- عبد الكلام
- عبد الكريم القصيم
- عبد القادر الجيلاني
- عبد الرحمن منيف
- عبد الله الأول من الأردن
- عبد الله الثاني ملك الأردن
- عبدالله يوسف علي
- عبدالله يوسف عزام
- عبدالله السعودي
- عبد الرحمن بن عوف
- عبدالرحمن وحيد
- عبد السلام
- أبجد
- أرقام أبجد
- الوضوء
- ابوالحسن بني صدر
- ابراهيم في الاسلام
- الديانة الإبراهيمية
- إلغاء
- أبو الفضل عبد الواحد اليمني التميمي
- أبو القاسم الزهراوي
- أبو بكر بشير
- أبو بكر
- إساءة معاملة سجناء أبو غريب
- أبو هريرة
- أبو منصور الماتريدي
- أبو محمد لؤلؤ الكبير
- أبو مصعب الزرقاوي
- ابو مسلم
- أبو نصر منصور
- أبو سعيد مبارك المخزومي
- أبو سفيان بن حرب
- ابو طالب
- أبو الحسن الإقليدسي
- أبو القاسم (حاكم نيقية السلجوقي)
- سلطنة عدل
- آدم
- آدم وحواء
- آدم
- أديوالي أيوبا
- أذان
- 'عدل
- أفغانستان
- أغلبية
- أحكام
- أهل الحديث
- أهل الرأي
- أهل البيت
- أهل الحديث
- أحمد بن فضلان
- أحمد تيجان كبه
- الاحمدي
- الجماعة الإسلامية الأحمدية
- أحمدو أهيدجو
- أحمد بن بلة
- أحمد ح. زويل
- احمد قريع
- أحمد رضا خان
- أحمد شاه مسعود
- أحمد سيكو توريه
- أحمد عرابي
- احمد ياسين
- أحمد نجدت سيزر
- أهوات
- احزاب
- عائشة
- أكبر
- أكبر هاشمي رفسنجاني
- الآخرة
- البتاني
- آل عمران
- آل الجزيرة
- العباس بن المأمون
- العباس بن الوليد
- الأفضل شاهنشاه
- الأندلس
- انتفاضة الأقصى (الانتفاضة الثانية)
- العشرات مبشرون
- العواصم
- فتاوى الأزهر الشيعية
- جامعة الأزهر
- البيروني
- الضحاك بن قيس الشيباني
- الدينواري
- الفارابي
- الفرغاني
- الفيل
- الغزالي
- الحجاج بن يوسف
- الحاكم بأمر الله
- الحلاج
- الحمد لله رببيل "الامين
- علي
- الإخلاص
- الإسراء
- الجزري
- الكافرون
- الخضر
- الخوارزمي
- الكندي
- المائدة
- الماعون
- المهدي
- المنصور
- المسد
- المسعودي
- الماوردي
- المنذر
- المتوكل
- القاعدة
- الصفا والمروة
- الترمذي
- العرف
- علويون
- الكيمياء
- علي محمد
- حلب
- العلويين
- الجزائر
- الحمد لله
- الهزن
- الحرة
- علي
- علي الهادي
- علي السيستاني
- علي الرضا
- علي حسن مويني
- علي بن ابي طالب
- علي بن الحسين
- علي بن يحيى الأرماني
- علي خامنئي
- علي محمد غدي
- علي شريعتي
- علي عزت بيجوفيتش
- عليم
- قلوي
- الله
- الله أكبر
- الخلافة الموحدية
- سلالة المرابطين
- الصدقات
- ألب أرسلان
- حركة أمل
- أمين
- أمين الحسيني
- أمين معلوف
- أمير
- اميرالمؤمنين
- عمان
- رسالة عمان
- عمرو بالمعروف
- عمرو بن العاص
- الناس
- النصر
- النساء
- أناباسيس (زينوفون)
- الحرب القديمة
- العربية الأندلسية
- ملاك
- الملائكة
- الأنصار
- أنور السادات
- الردة في الإسلام
- العقبة
- عقيدة
- عربي
- الميثاق العربي لحقوق الإنسان
- الموسيقى العربية
- القومية العربية
- العالم العربي
- الصراع العربي الإسرائيلي
- الأرابيسك
- الأبجدية العربية
- قواعد اللغة العربية
- اللغة العربية
- الأدب العربي
- عربي اسم
- عربي
- العرب
- عرف
- عرفة
- عرفات
- اللغة الآرامية
- التاريخ المعماري
- أركان الإسلام
- أردالاني، إلفيا
- أرش
- آرت بلاكي
- الصالح أيوب
- الصالح إسماعيل الملك
- عصبية
- أشعري
- عشق أباد
- عاشوراء
- أسكيا محمد I
- العصر
- السلام عليكم
- استغفرالله
- أورنجزيب
- ابن رشد
- ابن سينا
- أوقية
- عورة
- أكسوم
- آية
- آيات
- آية الله
- أيمن الظواهري
- أيوب خان
- الدولة الأيوبية
- أذان
- اللغة الأذربيجانية
- عزرائيل
- كلمة سواء بيننا وبينكم

## ب
- حزب البعث
- باب السلام
- بابور
- بدر
- البادية
- بدر
- بغداد
- بحريننا
- بيبرس
- بيت المقدس
- بيت المكرم
- بكة
- باكو
- باليغ
- بام
- بنغلاديش
- بني إسرائيل
- بانتن
- بنو عبد شمس
- بنو هاشم
- بنو عصام
- البقيع (توضيح)
- بركة
- باراك الله
- بسملة
- بسام الطيبي
- باتيل
- غزوة بدر
- غزوة تبوك
- معركة تالاس
- بوادي
- البيعة
- بيت المال
- رقص شرقي
- بينظير بوتو
- اللغة البنغالية
- المسلمون البنغاليون
- البربر
- اللغات البربرية
- برنارد لويس
- بهولو شاه
- البعثة
- الكتاب المقدس
- بدعة
- بلال بن رباح
- بير سريشتو
- بسم الله
- بسم الله الرحمن الرحيم
- أيلول الأسود في الأردن
- الحجر الأسود
- البورون
- البوسنيون
- السيريلية البوسنية
- اللغة البوسنية
- الانتداب البريطاني على فلسطين
- الحكم البريطاني
- بروناي
- البخاري
- بولوغ
- بوميبوترا
- البراق
- سلالة برجي
- البرقع
- البرقع
- بسر
- بويهد
- جبيل
- باب
- بابيس

## ت
- القاهرة
- إعلان القاهرة حول حقوق الإنسان في الإسلام
- الخليفة
- الخط
- كات ستيفنز
- الآفار القوقازيون
- مغارة البطاركة
- تشاد
- تشادور
- تحدي القرآن
- تشاند رات
- صدقة
- اللغة الشيشانية
- المطبخ الإسلامي الصيني
- شيتاغونغ
- الصهيونية المسيحية
- المسيحية والإسلام
- المسيحيون
- مشروع مسجد كولونيا
- رؤساء الاستعمار في الجزائر
- جزر القمر
- دستور المدينة المنورة
- دستور باكستان
- مجلس العلاقات الأمريكية الإسلامية
- العهد
- أسطورة الخلق
- العقيدة
- الهلال
- نقد الإسلام
- نقد محمد
- نقد القرآن
- الحروب الصليبية
- المسلم الثقافي
- ثقافة المملكة العربية السعودية
- ثقافة طاجيكستان

## ث
- القاهرة
- إعلان القاهرة حول حقوق الإنسان في الإسلام
- الخليفة
- الخط
- كات ستيفنز
- الآفار القوقازيون
- مغارة البطاركة
- تشاد
- تشادور
- تحدي القرآن
- تشاند رات
- صدقة
- اللغة الشيشانية
- المطبخ الإسلامي الصيني
- شيتاغونغ
- الصهيونية المسيحية
- المسيحية والإسلام
- المسيحيون
- مشروع مسجد كولونيا
- رؤساء الاستعمار في الجزائر
- جزر القمر
- دستور المدينة المنورة
- دستور باكستان
- مجلس العلاقات الأمريكية الإسلامية
- العهد
- أسطورة الخلق
- العقيدة
- الهلال
- نقد الإسلام
- نقد محمد
- نقد القرآن
- الحروب الصليبية
- المسلم الثقافي
- ثقافة المملكة العربية السعودية
- ثقافة طاجيكستان

## ج
- الفلسفة الإسلامية المبكرة
- علم البيئة في أفريقيا
- اقتصاد السودان
- إدوارد سعيد
- مصر
- الجهاد الإسلامي المصري
- اللغة المصرية
- إحسان جامي
- عيد الفطر
- عيد مبارك
- عيد الأضحى
- عيد الأضحى
- عيد الفطر
- عيد الغدير
- عيد المباهلة
- عيد الأضحى
- عيد الفطر
- إيليا
- إيليا محمد
- إلوهيم
- محمد أمين إر
- أمين باشا
- أمير
- الإمارات
- إريتريا
- الأخلاق في الدين
- أورابيا
- النفوذ الأوروبي في أفغانستان
- مسلم سابق
- المسلمون السابقون

## ح
- فهد ملك السعودية
- فيصل ملك المملكة العربية السعودية
- الفجر
- فقير
- فلك
- الفلوجة
- فقيه
- فقير
- الحركة الفرائضية
- فارد
- فاروق مصر
- فاسق
- صيام
- فتح
- فاطمة هي فاطمة
- الفاتحة
- فاطمة
- فاطمة جناح
- فاطمة مرنيسي
- فاطمة الزهراء
- الفاطميون
- فتوى
- فضل إلهي شودري
- فضل الله زاهدي
- فضل الرحمن
- ختان الإناث
- التفسير النسوي
- الفدية والكفارة
- الفقه
- الحرب الأنغلوأفغانية الأولى
- السبب الأول
- فتنة
- الفطرة
- أركان الإسلام الخمسة
- العلاقات الخارجية لإيران
- الخلفاء الأربعة الراشدين
- الحكم الفرنسي في الجزائر
- صلاة الجمعة
- الفقهاء
- لغة الفراء
- فتوة

## خ
- صول بريف
- جعفر نميري
- جبرائيل (رئيس الملائكة)
- جمال عبد الناصر
- جنكيز خان
- الجني
- إبادة الأتراك العثمانيين والمسلمين
- جيرترود بيل
- غدير
- غدير خم
- غير محرم
- غزال
- غازي
- الإمبراطورية الغزنوية
- غزوة
- غلام إسحاق خان
- الغسل
- معجم مصطلحات الإسلام
- إله
- جوج
- القبيلة الذهبية
- إنجيل برنابا
- جوتهلف بيرجستراسر
- المفتي العام
- مجلس صيانة الدستور
- الصمغ العربي

## د
- هاميم
- الحبيب بورقيبة
- حدث أكبر
- الحديث
- الحديث
- الحديث القدسي
- حافظ
- حفصة بنت عمر
- حجر الأسود
- الحج
- حكيم نور الدين
- حلال
- شهادة الحلال في أستراليا
- حمد بن خليفة
- هامان (الإسلام)
- حماس
- حامد كرزاي
- حمزة
- حمزة يوسف
- يد فاطمة
- حنيف
- حق
- حرام
- حرام
- هارون
- هارون الرشيد
- حسن
- حسن العسكري
- حسن بن علي
- هاشمي
- هاشم
- الحشيش
- حشاشين
- حسن الترابي
- حسنية
- رؤساء دول الريف
- اللغة العبرية
- الاسم العبري
- الخليل
- الحجاز
- جحيم
- تأويلات النسوية في الإسلام
- حزب الله
- الحجاب
- الحجاب
- الهجرة (الإسلام)
- التقويم الهجري
- هلال
- هيما
- الهندية
- الوحدة الهندوسية الإسلامية
- هندوكوش
- حراء
- تاريخ بنغلاديش
- تاريخ إيران
- تاريخ العراق
- تاريخ الإسلام
- تاريخ الكويت
- تاريخ نيجيريا
- تاريخ باكستان
- تاريخ الصومال
- تاريخ السودان
- تاريخ تركيا
- تاريخ أوزبكستان
- العطلات في إيران
- العطلات في باكستان
- الأرض المقدسة
- جرائم الشرف
- هور، إيران
- حسني مبارك
- حوري
- بيت آل سعود
- هدنة
- الحدود
- هوغو غروتيوس
- حسين
- حسين بن علي
- حسين شهيد السهروردي
- الحسين ملك الأردن
- حيدر علي

## ذ
- أنا ذلك أنا
- اجدين احمد
- عبادة
- عبادة
- إبليس
- ابن عربي
- ابن باجة
- ابن بطوطة
- ابن حزم
- ابن هشام
- ابن إسحاق
- ابن كثير
- ابن خلدون
- ابن خلكان
- ابن سعود
- ابن تيمية
- ابن وراق
- ابراهيم (اسم)
- ابراهيم احمد عبد الستار محمد
- عدة
- عيدي أمين
- إدريس شاه
- إدريس الأول ملك ليبيا
- عفريت
- افطار
- افطار
- إجناز جولدتسيهر
- الإحرام
- الإحرام
- إعجاز
- إجماع
- الاجتهاد
- الهام
- إيلخانات
- امام
- الامام ابو حنيفة
- الامام حنبل
- الامام المهدي
- الامام الشافعي
- امام شامل
- إيمان (مفهوم)
- ايمان درويش الهمص
- عمران خان
- في شاء الله
- عناية خان
- الشمولية
- الهند
- إندونيسيا
- اللغة الإندونيسية
- إنجيل توما للطفولة
- الإنجيل
- إنا لله وإنا إليه راجعون
- إن شاء الله
- مؤتمر الأديان في واشنطن العاصمة
- مؤتمر الوحدة الإسلامية العالمي (إيران)
- مؤتمر الوحدة الإسلامية العالمي (الولايات المتحدة)
- الانتفاضة (الأولى)
- الانتفاضة (الثانية)
- الإقامة
- إيران
- أزمة الرهائن في إيران
- البرنامج النووي الإيراني
- الحرب العراقية الإيرانية
- الملكية الإيرانية
- الثورة الإيرانية
- العراق
- المؤتمر الوطني العراقي
- المحكمة العراقية الخاصة
- إرشاد منجي
- أدب النصيحة الإسلامية
- التقويم الهجري القمري
- النسوية الإسلامية
- آراء النسوية الإسلامية حول قواعد اللباس
- الأدب الإسلامي
- أسبوع الوحدة الإسلامية
- عيسى
- إسحاق
- عيسى
- إسماعيل
- إيزيدور الإشبيلي
- إسكندر ميرزا
- الإسلام
- الإسلام والحيوانات
- الإسلام ومعاداة السامية
- الإسلام والملابس
- الإسلام والعنف الأسري
- الإسلام ونظريات الأرض المسطحة
- الإسلام واليهودية
- الإسلام وأديان أخرى
- الإسلام كحركة سياسية
- الإسلام حسب البلد
- الإسلام في أفغانستان
- الإسلام في ألبانيا
- الإسلام في الجزائر
- الإسلام في آسيا
- الإسلام في أستراليا
- الإسلام في أذربيجان
- الإسلام في بنغلاديش
- الإسلام في البوسنة والهرسك
- الإسلام في البرازيل
- الإسلام في بلغاريا
- الإسلام في كمبوديا
- الإسلام في كندا
- الإسلام في تشاد
- الإسلام في الصين
- الإسلام في جزر القمر
- الإسلام في كوت ديفوار
- الإسلام في مصر
- الإسلام في إثيوبيا
- الإسلام في فرنسا
- الإسلام في ألمانيا
- الإسلام في غانا
- الإسلام في غيانا
- الإسلام في الهند
- الإسلام في إندونيسيا
- الإسلام في إيران
- الإسلام في أيرلندا
- الإسلام في إيطاليا
- الإسلام في الأردن
- الإسلام في كازاخستان
- الإسلام في قيرغيزستان
- الإسلام في ليبيا
- الإسلام في ماليزيا
- الإسلام في جزر المالديف
- الإسلام في مالي
- الإسلام في موريتانيا
- الإسلام في موريشيوس
- الإسلام في نيجيريا
- الإسلام في عُمان
- الإسلام في باكستان
- الإسلام في الفلبين
- الإسلام في روسيا
- الإسلام في المملكة العربية السعودية
- الإسلام في سنغافورة
- الإسلام في الصومال
- الإسلام في جنوب أفريقيا
- الإسلام في سريلانكا
- الإسلام في السودان
- الإسلام في تايلاند
- الإسلام في هولندا
- الإسلام في الولايات المتحدة
- الإسلام في تركيا
- الإسلام في تركمانستان
- الإسلام في أوغندا
- الإسلام في أوزبكستان
- الإسلام في اليمن
- العمارة الإسلامية
- التقويم الإسلامي
- اتحاد المحاكم الإسلامية
- الديمقراطية الإسلامية
- الاقتصاد الإسلامي
- الأخلاق الإسلامية
- علم الآخرة الإسلامي
- التطرف الإسلامي
- الأصولية الإسلامية
- العصر الذهبي الإسلامي
- الجهاد الإسلامي
- الأساطير الإسلامية
- المنظمات الإسلامية في أستراليا
- الفلسفة الإسلامية
- الجمهورية الإسلامية
- المدارس والفروع الإسلامية
- العلوم الإسلامية
- الدولة الإسلامية في فلسطين
- النظرة الإسلامية للزواج
- النظرة الإسلامية للمعجزات
- النظرة الإسلامية للمثلية الجنسية
- الإسلام نعم، الحزب الإسلامي لا
- العالم الإسلامي
- الإسلاموية
- الإرهاب الإسلامي
- أسلمة المعرفة
- علم الإسلام
- الإسلاموفوبيا
- إسلام كريموف
- إسماعيل
- إسماعيل
- إسماعيل
- إسماعيل الفاروقي
- الاسماعيلية
- إسماعيل بن شريف
- إسناد
- الإسراء والمعراج
- اسطنبول
- استغفار
- اتمام الحجة

## ر
- جعفر
- جهيل
- جباليا
- جابر بن حيان
- يعقوب
- جعفر صادق
- جهنم
- الجاهلية
- جلال الدين محمد الرومي
- جلباب
- مسجد جامع
- جماعة التوحيد والجهاد
- الجماعة الإسلامية الباكستانية
- الجنة
- اللغة الجاوية
- جزاكم الله خيرا
- جان بيدل بوكاسا
- أريحا
- القدس
- عيسى
- اليهود
- اليهود في العصور الوسطى
- الجهاد
- جهاد ووتش
- الجن
- الجزية
- جون ووكر ليند
- جون وانسبورو
- جون إيليا
- يونان
- يوسف (الكتاب المقدس العبري)
- التقاليد اليهودية الإسلامية
- اللغات اليهودية والعربية
- جمعة
- جمعة خان
- مسجد الجمعة
- جزء
- يورغن مولمان

## ز
- الكعبة
- كافر
- كابول
- كلام مجيد
- كلام
- الحجة الكلامية الكونية
- كلمة
- قندهار
- إمبراطورية كانم-برنو
- كراتشي
- كربلاء
- كريم عبد الجبار
- كارين أرمسترونج
- كشف
- كباب
- قدح
- كوفية
- كلنتن
- كمال أتاتورك
- كينان إيفرين
- كينيث بيجلي
- خديجة
- خالدة ضياء
- خالد المحضار
- خالد بن الوليد
- خالد ملك المملكة العربية السعودية
- خالد شيخ محمد
- خليفة
- خان عبد الغفار خان
- خان يونس
- كاهنداق
- الخراج
- الخوارج
- القات
- الخطيب
- خيلال
- الخمس
- خطبة
- خطبة
- الدولة الخوارزمية
- ملك المغرب
- مملكة نيكور
- كتاب الأقدس
- كنيدوس
- كونستانتينوس كاناريس
- قونية
- القرآن الكريم
- كردفان
- الكوفة
- الكفار
- كفر
- اللغة الكردية
- كورتا
- الكويت

## س
- لا حولة ولا قوة إلا بالله
- لا إله إلا الله
- لات
- لبيك
- لابوان
- لاهور
- حركة الأحمدية في لاهور
- لال بهادور شاستري
- النبي الأخير
- اللاذقية
- ليلة القدر
- لبنان
- ليو الأفريقي
- رسالة إلى البغدادي
- بلاد الشام
- العربية الشامية
- ليلى القدر
- الحركات الليبرالية داخل الإسلام
- ليبيا
- قائمة العبارات العربية
- قائمة صحابة النبي محمد
- قائمة الحوادث المعادية للإسلام
- قائمة المصطلحات الإسلامية باللغة العربية
- قائمة المسلمين
- قائمة النسويات المسلمات
- قائمة العلماء المسلمين
- قائمة رؤساء وزراء مصر
- قائمة المواضيع الدينية
- اللد
- لويس فراخان
- التقويم القمري
- لونجي

## ش
- ما ملكت أيمنكم
- معروف
- معاذ بن جبل
- مذهب
- المدينة المنورة
- الدول الأعضاء في منظمة التعاون الإسلامي
- المدينة المنورة
- سورة مدنية
- مدرسة
- مغازي
- المغرب العربي
- العربية المغاربية
- المغرب
- ماه
- مهاتير محمد
- المهدي
- ماهر عرار
- محمود عباس
- محمود حسابي
- محمود انا
- المهر
- محرم
- موسى بن ميمون
- مكة
- مكة
- سورة مكية
- مكروه
- لغة الملايو
- مالكولم اكس
- جزر المالديف
- مالك
- مالك بن أنس
- ماني
- مارجا
- مارمادوك بيكثال
- مروان الشحي
- مريم (سورة)
- ماسة
- مسجد
- مسجد
- مسجد الشجرة
- المسجد الحرام
- مصلحة
- مولانا أبو كلام آزاد
- مولانا وحيد الدين خان
- مأمون عبد القيوم
- المولى
- ميت
- مازي
- المولى
- مكة
- مكة كولا
- طب العصور الوسطى في أوروبا الغربية
- المدينة المنورة
- ميقات
- ميجاواتي سوكارنوبوتري
- ماهر بابا
- مهر
- المسيح
- معراج
- الشرق الأوسط
- محراب
- مينا
- مئذنة
- منبر
- معجزات محمد
- مير حسين موسوي
- ميرزا غلام أحمد
- ميرزا بشير الدين محمود أحمد
- ميرزا ناصر أحمد
- ميرزا طاهر أحمد
- ميرزا مسرور أحمد
- المسواك
- يهودي مزراحي
- الفلسفة الإسلامية الحديثة
- محمد القحطاني
- محمد ابي الخراساني
- محمد علي ابطحي
- محمد علي جناح
- محمد علي شاه
- محمد حتا
- محمد جواد باهونار
- محمد خاتمي
- محمد نجيب الله
- محمد رباني
- محمد رضا عارف
- محمد رضا خاتمي
- محمد رضا بهلوي
- محمد صادق الصدر
- محمد شاه
- محمد الشريف
- محمد رضا شجريان
- محمد عبدالله حسن
- محمد اركون
- محمد عاطف
- محمد عطا
- محمد بحر العلوم
- محمد بويري
- محمد جمال خليفة
- محمد مصدق
- محمد عمر
- محمد قلم الدين
- محمد السادس ملك المغرب
- محمد
- محيي الدين
- التوحيد
- المستنقعات
- مردخاي
- المغرب
- موسى
- مسلم (مسلم)
- مسجد
- مولوي ابراهيم
- يهود الجبال
- مزراب
- جبل أحد
- مؤمن
- المعتزلة
- معاذ الدين
- معمر القذافي
- معاوية آي
- معاوية بن هشام
- المؤذن
- مفتي
- الإمبراطورية المغولية
- مهاجر
- محمد مغير العالم: صورة حميمة
- محمد احمد
- محمد الباقر
- محمد الدرة
- محمد الإدريسي
- محمد المهدي
- محمد علي
- محمد علي جناح
- محمد علي من مصر
- محمد أسد الله الغالب
- محمد التقي
- محمد بن قاسم
- محمد بن سعود
- محمد بن عبد الوهاب
- محمد بن مروان
- محمد بن زكريا الرازي
- محمد في الإسلام
- محمد إقبال
- محمد نجيب
- محمد، نظرة عامة على جميع وجهات النظر
- محمد رفيق طرار
- محمد سعيد الصحاف
- محمد ثكوروفار العزام
- محمد الخامس الناصر
- محمد السادس الحبيب
- محمد يونس
- محمد ضياء الحق
- محمد علي جناح
- محرم
- مجاهد
- المجاهدين
- مجتهد
- مولاتو
- الملا
- ملتان
- منافق
- مذبحة ميونيخ
- بلديات ليبيا
- المقدمة
- مقتدى الصدر
- مرابط
- موسى (النبي)
- موسى الكاظم
- موسى بن نصير
- مسيلمة
- مصحف
- مشرك
- المشركون
- موسيقى أفغانستان
- موسيقى باكستان
- موسيقى السعودية
- موسيقى اسبانيا
- موسيقى تركيا
- موسيقى أوزبكستان
- مسلم
- الجمعية الأمريكية الإسلامية
- مسلم ب. الحجاج
- الإخوان المسلمون
- القوانين الغذائية الإسلامية
- الرابطة الإسلامية
- رابطة الطلاب المسلمين
- موكسليم
- مستحب
- مزدلفة

## ص
- الأنباط
- نبي
- نابلس
- النبوة
- نضر
- نادر شاه
- نفل
- نعيم فراشيري
- نجا
- نجاسات
- نجيس
- النكبة
- أسماء الله الحسنى
- أسماء القدس
- أسماء بلاد الشام
- نسيم حامد
- نصير الدين الطوسي
- نصر بن سيار
- نصر الدين
- أمة الإسلام
- أمة الإسلام ومعاداة السامية
- نيجري سمبيلان
- نيودلهي
- رحلة ليلية
- نكاح
- نيا
- نية
- نوح
- المناطق الشمالية، باكستان
- نوح
- نوح ها ميم كيلر
- نور محمد تراقي
- نصرت فاتح علي خان

## ض
- احتلالات فلسطين
- عُمان
- عمر عبد الرحمن
- عمر بونغو
- عمر حسن أحمد البشير
- عمر الخيام
- عملية أجاكس
- عملية أيام التوبة
- عملية الحرية الدائمة
- منظمة التعاون الإسلامي
- شرقي
- الاستشراق
- أورتوقيد
- أسامة بن لادن
- أشرطة أسامة
- أوزيراك
- أوزوريس
- الإمبراطورية العثمانية
- اللغة التركية العثمانية
- الأتراك العثمانيون

## ط
- صلى الله عليه وسلم
- باهانج
- بهلوي
- سلالة بهلوي
- باك
- باكستان
- ولاية باكتيا
- جيش التحرير الفلسطيني
- العربية الفلسطينية
- العهد الوطني الفلسطيني
- الشعب الفلسطيني
- رحلة بان آم رقم 103
- القومية العربية
- تفجير طائرة بنما
- تقسيم الهند
- شعب البشتون
- مملكة باتاني
- انفصالية باتاني
- أهل الكتاب
- اضطهاد المسلمين
- بلاد فارس
- الخليج الفارسی
- اللغة الفارسية
- الأدب الفارسي
- برويز مشرف
- بيتر أرنت
- فوكاس
- الحج
- السياسة في أفغانستان
- السياسة في الجزائر
- السياسة في البحرين
- السياسة في بنغلاديش
- السياسة في إيران
- السياسة في الأردن
- السياسة في الكويت
- السياسة في المغرب
- السياسة في عُمان
- السياسة في باكستان
- السياسة في المملكة العربية السعودية
- السياسة في سوريا
- تعدد الزوجات
- الصلاة
- القدر
- رئيس أفغانستان
- رئيس إيران
- رئيس باكستان
- رئيس وزراء أفغانستان
- رئيس وزراء بنغلاديش
- رئيس وزراء إيران
- رئيس وزراء باكستان
- الأميرة فوزية فؤاد من مصر
- النبي
- الأنبياء
- أنبياء الإسلام
- اللغة البنجابية
- البردة
- اللغة البشتوية

## ظ
- قابوس بن سعيد
- القدا
- قاضي
- قحطبة بن شبيب الطائي
- قائدين
- سلالة القاجار
- قاري
- قاري أحمد الله
- قطر
- القبلة
- القبلة
- القصاص
- القيامة
- القيامة
- القياس
- قيام
- القيامة
- قيامة
- القياس
- القضاة
- قدامة بن جعفر
- ملكة سبأ
- القبلة
- القنوت
- القرآن الكريم
- قريش
- القرآن الكريم
- القرآنية
- القرآن والمعجزات
- قريش (سورة)
- قرباني
- قصي حسين
- قتيبة بن مسلم

## ع
- راكات
- ربيعة
- راشيل كوري
- رد الشمس
- رفح
- رجب
- ركعات
- رمضان
- رمضان
- رمضان علي
- رمضان
- رام الله
- رشاد خليفة
- رشيد الدين الحمداني
- رسول
- رسول
- راوف دنكتاش
- راولبندي
- رجب طيب أردوغان
- الاسترداد
- التحول الديني
- التعددية الدينية
- رينيه غينون
- قيامة يسوع
- الوحي
- رضا بهلوي
- رياض أحمد جوهر شاهي
- ريتشارد فرانسيس بيرتون
- ريتشارد ريد
- ريتشارد تومسون
- أعمال الشغب في فلسطين في مايو 1921
- صعود الإمبراطورية العثمانية
- الرياض
- شعب الروهينجا
- اضطهاد الروهينجا في ميانمار
- رباعيات عمر الخيام
- روبي محمد
- روح الله الخميني
- ركن
- روكو
- حكام كيل أهجار
- رستميدي

## غ
- س.أ.و.
- س.و.ت.
- ساعي
- سعدي
- سعدية غاون
- الصابئة
- صبر
- لغة مقدسة
- النص المقدس
- صدقة
- صدام حسين
- صائب عريقات
- ساي
- الصفا
- الصفويون
- السلالة الصفارية
- صفية بنت حيي
- مجزرة الصفصاف
- الصحابة
- الصحابة
- صحابي
- صحيفة كاملة
- ساي بابا
- سيف الدين غازي
- سيف العدل
- القديس
- ساجدة
- سلام
- صلاة
- صلاح الدين
- سلفية
- الحركة السلفية
- صلاح
- سلام
- صلاة الجمعة
- صلاوات
- صلى الله عليه وسلم
- سلمان الفارسي
- سلمان باك
- سلمان رشدي
- السامانيون
- سمرقند
- صنعاء
- ساني أباتشا
- سانياسنين خان
- سقيفة
- سردار محمد هاشم خان
- السلالة الساسانية
- الشيطان
- ساتس
- المملكة العربية السعودية
- سوم
- يوم المنقذين
- صوم
- سيد قطب
- سيد
- السيد أبو الأعلى المودودي
- سيد بركة
- سيد قطب
- بحر الجليل
- ختم الأنبياء
- الحرب الأهلية السودانية الثانية
- السحري
- سيلانجور
- الإمبراطورية السلوقية
- الأتراك السلاجقة
- شعب سامية
- اللغات السامية
- السفارديم
- هجمات 11 سبتمبر 2001
- سيد حسين نصر
- شعبان
- شعبان
- الشافعي
- الشهادة
- الشهادة
- شهيد
- شهيد
- شيخ
- الشيطان
- شامل باساييف
- شمس
- شرف الدين علي اليزدي
- شرق
- الشريعة
- الشريعة
- شريف مكة
- الشط العرب
- شوكت عزيز
- شوال
- الشياطين
- الشيطان
- شيبا
- شير شاه
- الشيعة
- الإسلام الشيعي
- الشيعة
- الامام الشيعي
- الإسلام الشيعي
- شيرين عبادي
- الشرك
- شرينرز
- الشورى
- السلسلة
- السند
- سيرا
- سيرا
- سيروال
- واحة سيوة
- سواك
- سوكوتو الصدر الأعظم
- سليمان
- اللغة الصومالية
- الصومال
- أبو الهول
- النجمة والهلال
- سبحان الله
- سبحان الله وتعالى
- السودان
- الصوفية
- الصوفية
- السحور
- تفجير انتحاري
- سجد
- سوكارنو
- سليمان بن هشام
- سلطان
- سلطان أحمد شاه
- سلطنة الروم
- السنة
- السنة
- سنات
- الإسلام السني
- سورة
- سورة
- سورودي ملي
- اللغة السواحلية
- سيد محمد نقيب العطاس
- سيدنا محمد برهان الدين
- سوريا
- اللغة السريانية

## ف
- تاووز
- تازياس
- تا ها
- الطبري
- طبارة
- الطباطبائي
- تفسير
- التفسير
- الطاغوت
- التهجد
- طهارات
- طاهر بن حسين
- سلالة الطاهريين
- الطائفة
- تاج محل
- اللغة الطاجيكية
- التجويد
- التكبيرة
- التكفير
- الطالبية
- طالبان
- تقدير
- التقية
- التقليد
- التقوى
- التراويح
- الطريقة
- طارق بن زياد
- طارق رمضان
- تارتيل
- التسبيح
- التتار
- التوحيد
- الطواف
- الطواف
- تاوالا
- التوبة
- التوحيد
- التوحيد
- التيمم
- تي إي لورانس
- طهران
- جبل الهيكل
- ترينجانو
- ثابت بن نصر
- ثابت بن قرة
- الإرهاب
- آيات شيطانية
- المنتدى العالمي للتقريب بين المذاهب الإسلامية
- التطور الإلهي
- ثيو فان جوخ (مخرج سينمائي)
- آية العرش
- التسلسل الزمني للإسلام
- التسلسل الزمني للتاريخ الإسلامي
- تيمور
- تيبو سلطان
- قصر توبكابي
- التوراة
- الترجمة الحرفية
- معاهدة مع طرابلس (1796)
- طولكرم
- تونس
- تربة
- اللغات التركية
- اللغة التركية
- الأدب التركي
- الاثني عشر
- تطوان

## ق
- عدي حسين
- العلماء
- أولوغ بيج
- عمر
- عمر الاقطا
- عمر بن الخطاب
- الأمويين
- ام المؤمنين
- ام كلثوم
- ام كلثوم
- ام ولد
- الأمة
- الإمارات العربية المتحدة
- بعثة الأمم المتحدة للمراقبة في العراق والكويت
- الجمهورية المتحدة
- المتحدة المقدمة الدولية
- اللغة الأردية
- الشعر الأردية
- أسامة بن منقذ
- عثمان دان فوديو
- أوسولي الدين
- الربا
- عثمان
- عثمان بن عفان
- لغة الأويغور
- اللغة الأوزبكية
- عزة

## ك
- فايكوم محمد بشير
- أصناف اللغة العربية
- العنف ضد المسلمين في الهند
- ولاية الفقيه
- مريم العذراء: وجهة نظر إسلامية

## ل
- وادي السلام
- وحدة الوجود
- الوهابية
- واهي
- واجب
- والي
- وليمة
- والاس فرد محمد
- الوقف
- الحرب في أفغانستان (2001-حتى الآن)
- الحرب على الإرهاب
- واصل بن عطاء
- وسيم سجاد
- الصحراء الغربية
- الحائط الغربي
- لماذا الإسلام؟
- وليام عبد الله كويليام
- وليام موير
- الوتر
- وودو
- المرأة في الإسلام
- المرأة في القرآن الكريم
- تفجير مركز التجارة العالمي
- الوضوء
- الوضوء
- وزو

## م
- يا الله
- يحيى عياش
- يحيى جامع
- يحيى خان
- يعقوب
- ياسر القاضي
- ياسر عرفات
- يثرب
- اليزيدية
- عام الفيل
- يهودا هاليفي
- اليمن
- العربية اليمنية
- يهود اليمن
- اللغة اليديشية
- الشباب الأتراك
- يوسف كرش
- يوسف
- يوسف القرضاوي
- يوسف استيس
- إيفون ريدلي

## ن
- يا الله
- يحيى عياش
- يحيى جامع
- يحيى خان
- يعقوب
- ياسر القاضي
- ياسر عرفات
- يثرب
- الايزيدية
- سنة الفيل
- يهودا هاليفي
- اليمن
- العربية اليمنية
- اليهود اليمنيين
- اللغة اليديشية
- الأتراك الشباب
- يوسف كرش
- يوسف
- يوسف القرضاوي
- يوسف إستس
- إيفون ريدلي

## ه
- زكريا الموسوي
- ظفر الله خان جمالي
- زهرة كاظمي
- زاهري
- الزيدية
- الزكاة
- الزكاة
- الزكاة
- ذاكر نايك
- زلماي خليل زاد
- بئر زمزم
- زاوية
- الزرقاء
- زايد بن سلطان آل نهيان
- زينب بنت خزيمة
- زينديك
- زنتاني محمد الزنتاني
- ضياء الدين سردار
- الذكر
- زكري
- ذي الحجة
- ذي القعدة
- زيارة
- ذو الفقار علي بوتو